# Olympische Winterspiele 1956/Teilnehmer (Italien)
| Gelbes Symbol für Goldmedaillen mit stilisierten Olympischen Ringen | Graues Symbol für Silbermedaillen mit stilisierten Olympischen Ringen | Braundes Symbol für Bronzemedaillen mit stilisierten Olympischen Ringen |
| ------------------------------------------------------------------- | --------------------------------------------------------------------- | ----------------------------------------------------------------------- |
| 1                                                                   | 2                                                                     | —                                                                       |

Italien nahm an den VII. Olympischen Winterspielen 1956 in der italienischen Gemeinde Cortina d’Ampezzo mit einer Delegation von 65 Athleten in allen acht Disziplinen teil, davon 53 Männer und 12 Frauen. Mit einer Goldmedaille und zwei Silbermedaillen war der Gastgeber die achtbeste Nation bei den Spielen. Die Bobfahrer Lamberto Dalla Costa und Giacomo Conti wurden im Zweierbob Olympiasieger vor Eugenio Monti und Renzo Alverà, die Silber gewannen. Monti und Alverà sicherten sich zudem mit Ulrico Girardi und Renato Mocellini eine weitere Silbermedaille im Viererbob.
Fahnenträger bei der Eröffnungsfeier war der Skispringer Nilo Zandanel.

## Teilnehmer nach Sportarten

### Bob
Männer, Zweier
- Lamberto Dalla Costa, Giacomo Conti (ITA-1)
Gold  (5:30,14 min)

- Eugenio Monti, Renzo Alverà (ITA-2)
Silber  (5:31,45 min)

Männer, Vierer
- Dino De Martin, Giovanni De Martin, Giovanni Tabacchi, Carlo Da Prà (ITA-1)
5. Platz (5:14,66 min)

- Eugenio Monti, Ulrico Girardi, Renato Mocellini, Renzo Alverà (ITA-2)
Silber  (5:12,10 min)

### Eishockey
Männer
| - Vittorio Bolla - Giuliano Ferraris - Carmine Tucci - Carlo Montemurro - Aldo Federici - Mario Bedogni - Bernardo Tomei - Giovanni Furlani | - Giampiero Branduardi - Aldo Maniacco - Ernesto Crotti - Giancarlo Agazzi - Gianfranco Da Rin - Reno Alberton - Giulio Oberhammer - Francesco Macchietto |

- 7. Platz

### Eiskunstlauf
Frauen
- Manuela Angeli
21. Platz (133,51)

- Fiorella Negro
15. Platz (142,31)

### Eisschnelllauf
Männer
- Guido Caroli
500 m: 33. Platz (43,9 s)
1500 m: 42. Platz (2:20,0 min)

- Guido Citterio
500 m: 22. Platz (43,1 s)
1500 m: 27. Platz (2:16,5 min)

- Remo Tomasi
1500 m: 48. Platz (2:22,2 min)
5000 m: 45. Platz (8:48,3 min)

- Carlo Calzà
5000 m: 41. Platz (8:41,1 min)
10.000 m: 32. Platz (18:32,8 min)

- Paolino Dimai
5000 m: 44. Platz (8:48,0 min)

### Nordische Kombination
- Aldo Pedrana
Einzel (Normalschanze / 15 km): 31. Platz (391,400)

- Enzo Perin
Einzel (Normalschanze / 15 km): 20. Platz (418,600)

- Alfred Prucker
Einzel (Normalschanze / 15 km): 8. Platz (431,100)

### Ski Alpin
Männer
- Bruno Burrini
Abfahrt: 9. Platz (3:02,4 min)
Riesenslalom: 25. Platz (3:23,1 min)
Slalom: 27. Platz (4:00,4 min)

- Gino Burrini
Abfahrt: 6. Platz (3:00,2 min)
Riesenslalom: 10. Platz (3:12,3 min)

- Paride Milianti
Abfahrt: disqualifiziert
Slalom: disqualifiziert

- Lino Zecchini
Abfahrt: disqualifiziert

- Guido Ghedina
Riesenslalom: 11. Platz (3:15,6 min)
Slalom: 17. Platz (3:40,7 min)

- Dino Pompanin
Riesenslalom: 24. Platz (3:22,4 min)

- Italo Pedroncelli
Slalom: disqualifiziert

Frauen
- Giuliana Chenal Minuzzo
Abfahrt: 4. Platz (1:47,3 min)
Riesenslalom: 13. Platz (2:01,5 min)
Slalom: 4. Platz (1:56,8 min)

- Cristina Ebner
Slalom: disqualifiziert

- Carla Marchelli
Abfahrt: 6. Platz (1:47,7 min)

- Maria Grazia Marchelli
Riesenslalom: 28. Platz (2:05,2 min)

- Anna Pellissier
Abfahrt: 11. Platz (1:49,7 min)
Riesenslalom: 17. Platz (2:02,4 min)
Slalom: 16. Platz (2:06,5 min)

- Vera Schenone
Abfahrt: 36. Platz (1:59,2 min)
Riesenslalom: disqualifiziert
Slalom: 29. Platz (2:37,2 min)

### Skilanglauf
Männer
- Innocenzo Chatrian
15 km: 25. Platz (53:46 min)
4 × 10 km Staffel: 5. Platz (2:23:28 h)

- Ottavio Compagnoni
15 km: 11. Platz (51:42 min)
30 km: disqualifiziert
4 × 10 km Staffel: 5. Platz (2:23:28 h)

- Pompeo Fattor
15 km: 24. Platz (53:45 min)
4 × 10 km Staffel: 5. Platz (2:23:28 h)

- Federico Deflorian
15 km: 17. Platz (52:48 min)
30 km: 13. Platz (1:49:16 h)
4 × 10 km Staffel: 5. Platz (2:23:28 h)

- Arrigo Delladio
30 km: 24. Platz (1:54:27 h)

- Camillo Zanolli
30 km: 26. Platz (1:54:42 h)

- Gioacchino Busin
50 km: 21. Platz (3:21:05 h)

- Gianni Carrara
50 km: 17. Platz (3:14:39 h)

- Vigilio Mich
50 km: 16. Platz (3:11:59 h)

- Battista Mismetti
50 km: 23. Platz (3:23:15 h)

Frauen
- Rita Bottero
10 km: 30. Platz (44:03 min)
3 × 5 km Staffel: 8. Platz (1:16:11 h)

- Anita Parmesani
10 km: 37. Platz (47:37 min)

- Fides Romanin
10 km: 31. Platz (44:17 min)
3 × 5 km Staffel: 8. Platz (1:16:11 h)

- Ildegarda Taffra
10 km: 23. Platz (42:51 min)
3 × 5 km Staffel: 8. Platz (1:16:11 h)

### Skispringen
- Luigi Pennacchio
Normalschanze: 37. Platz (180,5)

- Enzo Perin
Normalschanze: 48. Platz (164,0)

- Alfred Prucker
Normalschanze: 38. Platz (179,5)

- Tito Tolin
Normalschanze: 33. Platz (184,5)